# 尚·卡斯塔尼達
尚·卡斯塔尼達（1957年3月20日—），出生於盧瓦爾省聖伊天，是一名前法國足球運動員，曾擔任法國國家隊龍門。卡斯塔尼達於1975年在聖伊天開始他的職業生涯。他還曾效力於法國國家足球隊。卡斯塔尼達在1981-82賽季出場9次，並且是1982年世界盃法國隊的一員（卡斯塔尼達與波蘭隊進行了一場比賽）。1989年加盟馬賽，1990年退役。卡斯塔內達還執教過伊斯特尼斯、艾雷恩和馬賽昂杜姆。

## 個人生活
卡斯塔尼達的父親出生於西班牙巴塞羅那，年輕時是一名軍人和足球運動員。